# Lijst van Franse plaatsnamen in de Franse Nederlanden
Deze lijst van Franse plaatsnamen in de Franse Nederlanden bevat een overzicht van de Franstalige (officiële) plaatsnamen in de Franse Nederlanden, tezamen met hun Nederlandstalige varianten. Tevens is aangegeven welke Nederlandse namen door de Taalunie opgenomen zijn in haar lijst van buitenlandse aardrijkskundige namen in het Nederlands. De lijst kan gezien worden als alternatief voor de lijst van endoniemen, die gerangschikt is op de Nederlandse namen en daarachter de Franse vertaling geeft.
In veel gevallen gaat het overigens slechts om een verouderde of (licht) verfranste spelling van een Nederlandse plaatsnaam en niet om een (oorspronkelijk) Franstalige naam.

## Frans-Vlaanderen
Aardrijkskundige namen in Frans-Vlaanderen - de Franse Westhoek en Rijsels-Vlaanderen:
| Franse naam            | Nederlandse naam     | Taalunie |
| Armbouts-Cappel        | Armboutskappel       | X        |
| Armentières            | Armentiers           | S, H     |
| Arnèke                 | Arneke               | X        |
| Bailleul               | Belle                | X        |
| Bambecque              | Bambeke              | X        |
| Bapaume                | Batpalmen            |          |
| Bavinchove             | Bavinkhove           | X        |
| Bergues                | Sint-Winoksbergen    | X        |
| Berthen                | Berten               | X        |
| Béthune                | Betun                |          |
| Bierne                 | Bieren               | X        |
| Bissezeele             | Bissezele            | X        |
| Blaringhem             | Blaringem            | X        |
| Boëseghem              | Boezegem             | X        |
| Bois du Ham            | Hambos               | X        |
| Bollezeele             | Bollezele            | X        |
| Bondues                | Bonduwe              |          |
| Bourbourg              | Broekburg            | X        |
| Bousbecque             | Busbeke / Boesbeke   | S        |
| Brouckerque            | Broekkerke           | X        |
| Broxeele               | Broksele             | X        |
| Buysscheure            | Buisscheure          | X        |
| Caëstre                | Kaaster              | X        |
| Cappelle-Brouck        | Kapellebroek         | X        |
| Cappelle-la-Grande     | Kapelle              | X        |
| Cassel                 | Kassel               | X        |
| Caudescure             | Koudeschure          |          |
| Clairmarais            | Klaarmares           | X        |
| Comines                | (Frans-)Komen        | X        |
| Coppenaxfort           | Koppenaksfoort       | X        |
| Coudekerque            | Koudekerke-Dorp      | X        |
| Coudekerque-Branche    | Nieuw-Koudekerke     | X        |
| Craywick               | Kraaiwijk            | X        |
| Crochte                | Krochte              | X        |
| Deûle                  | Deule                | X        |
| Deûlémont              | Deulemonde           | S        |
| Douai                  | Dowaai               | H        |
| Drincham               | Drinkam              | X        |
| Dunkerque              | Duinkerke            | X        |
| Ebblinghem             | Ebblingem            | X        |
| Eecke                  | Eke                  | X        |
| Eringhem               | Eringem              | X        |
| Esquelbecq             | Ekelsbeke            | X        |
| Estaires               | Stegers              | X        |
| Flêtre                 | Vleteren             | X        |
| Forêt de Nieppe        | Niepebos             | X        |
| Fort-Mardyck           | Fort-Mardijk         | X        |
| Ghyvelde               | Gijvelde             | X        |
| Godewaersvelde         | Godewaarsvelde       | X        |
| Grand-Fort-Philippe    | Groot-Fort-Filips    |          |
| Grande-Synthe          | Groot-Sinten         | X        |
| Gravelines             | Grevelingen          | X        |
| Guînes                 | Giezene              |          |
| Haeghe Meulen          | Hagemolen            |          |
| Halluin                | Halewijn             | S        |
| Hardifort              | Hardefoort           | X        |
| Haverskerque           | Haverskerke          | X        |
| Hazebrouck             | Hazebroek            | X        |
| Hesdin                 | Heusden              |          |
| Herzeele               | Herzele              | X        |
| Holque                 | Holke                | X        |
| Hondeghem              | Hondegem             | X        |
| Hondschoote            | Hondschote           | X        |
| Houtkerque             | Houtkerke            | X        |
| Hoymille               | Hooimille            | X        |
| Killem Lynde           | Killem Linde         |          |
| La Crèche              | De Krebbe            | X        |
| La Gorgue              | De Gorge             |          |
| La Motte-au-Bois       | De Walle             | X        |
| Le Doulieu             | Zoeterstee           | X        |
| Le Grand Millebrugghe  | Groot-Millebrugge    |          |
| Le Meul'Houck          | De Meulhoek          |          |
| Le Nieppe              | De Niepe             | X        |
| Le Parc                | Den Park             | X        |
| Le Steent'je           | 't Steentje          |          |
| Les Moëres             | De Moeren            | X        |
| Lederzeele             | Lederzele            | X        |
| Ledringhem             | Ledringem            | X        |
| Leffrinckoucke         | Leffrinkhoeke        | X        |
| Lille                  | Rijsel               | X        |
| Lillers                | Lillaar              |          |
| Linselles              | Linsele              |          |
| Lynck                  | Link                 |          |
| Lynde                  | Linde                | X        |
| Lys                    | Leie                 | X        |
| Lyzel                  | Den IJzel            | X        |
| Looberghe              | Loberge              | X        |
| Loon-Plage             | Loon                 | X        |
| Mardyck                | Mardijk              | X        |
| Merckeghem             | Merkegem             | X        |
| Méteren                | Meteren              | X        |
| Merville               | Meregem              | X        |
| Mons-en-Pévéle         | Pevelenberg          |          |
| Montagne de Watten     | Watenberg            | X        |
| Mont-de-Boeschepe      | Boeschepeberg        | X        |
| Mont-Cassel            | Kasselberg           | X        |
| Mont-des-Cats          | Katsberg             | X        |
| Mont du Gibet          | Galgenberg           |          |
| Mont Kokereel          | Kokereelberg         | X        |
| Mont de Lille          | Rijselberg           | X        |
| Mont-Noir              | Zwarteberg           | X        |
| Mont-des-Recollets     | Wouwenberg           | X        |
| Morbecque              | Moerbeke             | X        |
| Neuf-Berquin           | Nieuw-Berkijn        | X        |
| Nieppe                 | Niepkerke            | X        |
| Nieurlet               | Nieuwerleet          | X        |
| Noordpeene             | Noordpene            | X        |
| Ochtezeele             | Ochtezele            | X        |
| Oxelaëre               | Okselare             | X        |
| Oost-Cappel            | Oostkappel           | X        |
| Ostrevant              | Oosterbant           |          |
| Oudezeele              | Oudezele             | X        |
| Outtersteene           | Outerstene           |          |
| Petit-Fort-Philippe    | Klein-Fort-Filips    |          |
| Petite-Synthe          | Klein-Sinten         | X        |
| Pradelles              | Pradeels             | X        |
| Quaëdypre              | Kwaadieper           | X        |
| Ravensberg             | Ravensberg           | X        |
| Renescure              | Ruisscheure          | X        |
| Rexpoëde               | Rekspoede            | X        |
| Roncq                  | Ronk                 | S        |
| Rosendaël              | Rozendaal            | X        |
| Roubaix                | Robaais              | S, H     |
| Rubrouck               | Rubroek              | X        |
| Saint-Georges-sur-l'Aa | Sint-Joris           | X        |
| Saint-Jans-Cappel      | Sint-Janskappel      | X        |
| Saint-Momelin          | Sint-Momelijn        | X        |
| Saint-Pierre-Brouck    | Sint-Pietersbroek    | X        |
| Saint-Pol-sur-Mer      | Sint-Pols            |          |
| Saint-Sylvestre-Cappel | Sint-Silvesterkappel | X        |
| Sainte-Marie-Cappel    | Sint-Mariakappel     | X        |
| Schoubrouck            | Schouwbroek          | X        |
| Sec-Bois               | Drooghout            | X        |
| Sercus                 | Zerkel               | X        |
| Socx                   | Soks                 | X        |
| Spycker                | Spijker              | X        |
| Staple                 | Stapel               | X        |
| Steenbecque            | Steenbeke            | X        |
| Steene                 | Stene                | X        |
| Steenwerck             | Steenwerk            | X        |
| Strazeele              | Strazele             | X        |
| Terdeghem              | Terdegem             | X        |
| Ternois                | Ternaasland          |          |
| Téteghem               | Tetegem              | X        |
| Thiennes               | Tienen               | X        |
| Tourcoing              | Toerkonje            | S, H     |
| Uxem                   | Uksem                | X        |
| Vieux-Berquin          | Oud-Berkijn          | X        |
| Volckerinckhove        | Volkerinkhove        | X        |
| Wallon-Cappel          | Waalskappel          | X        |
| Warhem                 | Warrem               | X        |
| Warneton-Sud           | Waasten              | X        |
| Watten                 | Waten                | X        |
| Wemaers-Cappel         | Wemaarskappel        | X        |
| Wervicq-Sud            | Zuid-Wervik          | S        |
| West-Cappel            | Westkappel           | X        |
| Widdebrouck            | Widdebroek           |          |
| Winnezeele             | Winnezele            | X        |
| Wulverdinghe           | Wulverdinge          | X        |
| Wylder                 | Wilder               | X        |
| Zegerscappel           | Zegerskappel         | X        |
| Zermezeele             | Zermezele            | X        |
| Zuydcoote              | Zuidkote             | X        |
| Zuytpeene              | Zuidpene             | X        |

## Artesië en Frans-Henegouwen
Aardrijkskundige namen in Artesië (departement Pas-de-Calais en Frans-Henegouwen (zuidelijk deel van het Noorderdepartement):
| Franse naam               | Nederlandse naam    | Taalunie |
| Aire-sur-la-Lys           | Ariën(-aan-de-Leie) | S        |
| Ambleteuse                | Ambletuwe           |          |
| Arques                    | Arken               |          |
| Arras                     | Atrecht             | H        |
| Artois                    | Artesië             |          |
| Audinghen                 | Oudingem            |          |
| Audresselles              | Oderzele            |          |
| Audruicq                  | Ouderwijk           | S        |
| Bayenghem-lès-Éperlecques | Baaiengem           |          |
| Berck                     | Berk                |          |
| Blanc-Nez                 | Blankenes           |          |
| Blendecques               | Blendeke            | S        |
| Boulogne-sur-Mer          | Bonen of Beunen     |          |
| Brêmes                    | Bramen              |          |
| Calais                    | Kales               | S, H     |
| Cambrai                   | Kamerijk            | H        |
| Cucq                      | Kuuk                |          |
| Dannes                    | Dalnes              |          |
| Éperlecques               | Sperleke            | S        |
| Équihen-Plage             | Ekingem             |          |
| Escalles                  | Skale               |          |
| Étaples                   | Stapel              |          |
| Fauquembergues            | Valkenberg          |          |
| Forêt d'Éperlecques       | Sperlekebos         | S        |
| Gris-Nez                  | Zwartenes           |          |
| Guemps                    | Ganep               |          |
| Guines                    | Gizene              |          |
| Hardelot-Plage            | Hardelo             |          |
| Hesdin                    | Heusden             |          |
| Houlle                    | Holne               |          |
| Isbergues                 | Iberge              |          |
| Le Touquet-Paris-Plage    | Het Hoekske         |          |
| Leulinghem                | Loningem            |          |
| Longuenesse               | Langenesse          |          |
| Marck                     | Mark                |          |
| Montreuil                 | Monsterole          |          |
| Moringhem                 | Moringem            |          |
| Moulle                    | Monnie              |          |
| Muncq-Nieurlet            | Munk-Nieuwerleet    |          |
| Nordausques               | Noord-Elseke        |          |
| Nortkerque                | Noordkerke          |          |
| Nouvelle-Église           | Nieuwkerke          |          |
| Offekerque                | Offekerke           |          |
| Oye-Plage                 | Ooie                | S        |
| Polincove                 | Pollinkhove         |          |
| Ponthieu                  | Ponteland           |          |
| Quiestède                 | Kierestede          |          |
| Racquinghem               | Rakingem            |          |
| Recques-sur-Hem           | Rekke aan de Hem    |          |
| Robecq                    | Robeke              | S        |
| Roquetoire                | Rokesdorn           |          |
| Ruminghem                 | Rumingem            |          |
| Saint-Omer                | Sint-Omaars         | X        |
| Saint-Omer-Capelle        | Sint-Omaarskapelle  |          |
| Saint-Quentin             | Sint-Kwintens       |          |
| Sainte-Marie-Kerque       | Sint-Mariakerke     |          |
| Salperwick                | Salperwijk          |          |
| Sangatte                  | Zandgat             |          |
| Serques                   | Zegerke             |          |
| Tardinghen                | Terdingem           |          |
| Tatinghem                 | Tatingem            |          |
| Ternois                   | Ternaasland         |          |
| Thérouanne                | Terwaan             | H        |
| Valenciennes              | Valencijn           | H        |
| Vermandois                | Vermandland         |          |
| Wardrecques               | Werdrik             |          |
| Wimereux                  | Wimeruwe            |          |
| Wissant                   | Witzand             |          |
| Zouafques                 | Zwaveke             |          |
| Zudausques                | Zuid-Elseke         |          |
| Zutkerque                 | Zuidkerke           |          |

## Onvertaalde namen
Van oorsprong Nederlandse namen die in het Frans en Nederlands hetzelfde zijn:
- Boeschepe
- Borre
- Killem
- Merris
- Millam
- Pitgam
- Steenvoorde
- Willeman
- Wormhout